# Cadus (Hilfsorganisation)
Cadus e. V. – Redefine Global Solidarity ist eine deutsche Hilfsorganisation, die unter anderem in der Ukraine und im Gazastreifen medizinische Nothilfe und andere humanitären Leistungen leistet.

## Organisation
Mitte 2014 wurde die Organisation Phoenix e. V. als eingetragener Verein begründet, welche ein Jahr später in Cadus – Redefine Global Solidarity umbenannt wurde.  Davor existierte der Verein formal als Wind säen. Ziel des Vereins ist es, Projekte zur medizinischen Versorgung, Errichtung von semi-permanenten Unterkünften, Traumahilfe und Wasserver- und -entsorgung in unterversorgten und entlegenen Gebieten und Krisenregionen zu initiieren bzw. bestehende Projekte zu unterstützen.
Die Gründer des Vereins kommen aus der linken Club- und Musikszene von Berlin. Bundespräsidentschaftskandidat Gerhard Trabert war im Jahr 2017 Teil eines Cadus-Zentrums zur Trauma-Stabilisierung in Mossul.
Cadus wird von Sebastian Jünemann und Lysann Kaiser geleitet. Beide haben langjährige Erfahrung in der medizinischen humanitären Hilfe, wie zum Beispiel mit den Ärzten ohne Grenzen (MSF) und der Internationalen Rotkreuz- und Rothalbmond-Bewegung (ICRC).

## Projekte

### AERU – Airborne Emergency Response Unit
Ziel des AERU-Projektes, das in Kooperation mit der Humanitarian Pilots Initiative (HPI) durchgeführt wird, soll ein plattformunabhängiges Notschirm-System zum Luftabwurf von 80 bis 120 Kilogramm schweren Hilfsgütern sein, um kostengünstige humanitäre Hilfe in schwer zugänglichen Regionen zu gewährleisten.

### Crisis Response Makerspace
In Anlehnung an FabLabs will Cadus mit einem Forschungs- und Innovationsnetzwerk zu Universitäten, Hochschulen und der Maker-Szene neue Lösungen für Einsatzszenarien entwickeln. Die Entwicklung solle gemeinfrei gehalten werden, um sie auch anderen Nichtregierungsorganisationen zugänglich zu machen. Auch Teile der Open Health HACKademy, eines Hackathons für Gesundheitstechnologien, fanden im Makerspace statt.

### Mobile Hospital

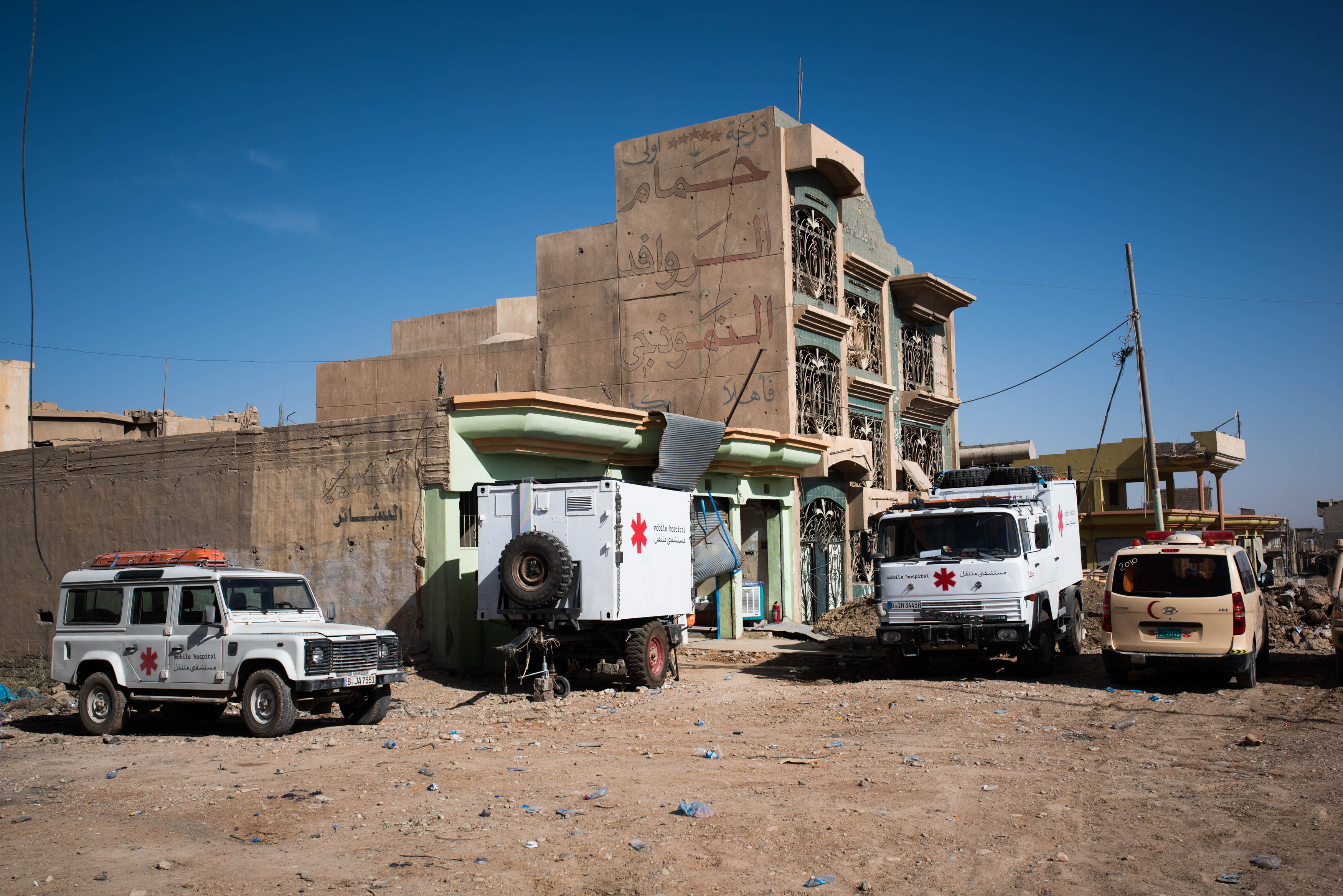
„Trauma Stabilisation Point“ des Mobile Hospitals und Einsatzfahrzeuge in Mossul (2019)

Das Mobile Hospital ist ein Projekt für ein mobiles Krankenhaus im Norden vom Irak und Syrien. Es besteht aus zwei LKW und mehreren Behandlungs- und Operationszelten, die schnell auf- und wieder abgebaut werden können. Die Mobilität des Krankenhauses ist von entscheidender Bedeutung, da in der Region häufig Gesundheitszentren attackiert werden. Das Mobile Hospital hat zehn Behandlungsplätze und einen OP-Tisch und wird von 10 Helfern, darunter drei Ärzte, betrieben.

CADUS Team in der Ukraine (2023)

Gemeinsam mit Professuren der Beuth Hochschule für Technik und der Hochschule für Technik und Wirtschaft Berlin wurde ein krisenfähiges Monitoringsystem für mobile Krankenhäuser konzipiert (remo²hbo), das via Mailingliste und GitHub in einem offenen Entwicklungsprozess entwickelt wird. Unter den zugehörigen Fahrzeugen befindet sich ein durch Spenden reaktivierter Gerätekraftwagen des Technischen Hilfswerks.

### SAR Mittelmeer
Im Jahr 2015 sammelte die Organisation Geld für ein Boot, um die Seenotrettung vor Lesbos zu unterstützen. 2016 betrieben sie zusammen mit der Organisation LifeBoat das Seenotrettungsschiff Minden vor der Libyschen Küste.

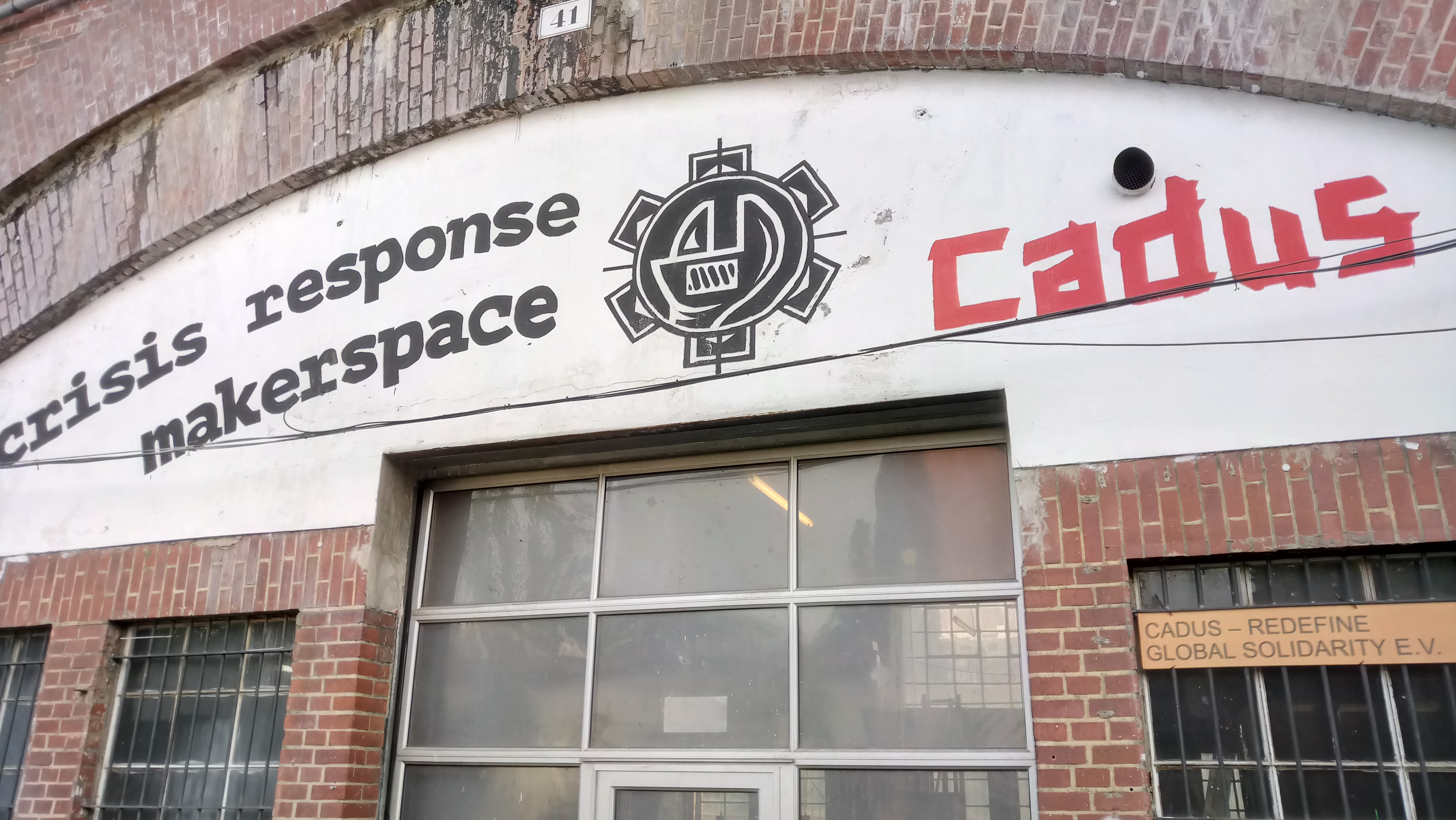
Eingangsbereich des Cadus Maker Spaces in Berlin

### Universität Mossul
Zum Wiederaufbau der vom Islamischen Staat zerstörten Universität Mossul startete Cadus eine Spendenaktion über den Verkauf von T-Shirts und Beuteln mit Motiven Studierender und Kunstschaffenden Mossuls.

### Ukraine-Hilfe
Seit dem russischen Überfall auf die Ukraine 2022 unterstützte Cadus ukrainische Betroffene durch die Bereitstellung von Werkzeug, Verbrauchsmaterial und mobilen Makerspaces (Werkzeugwagen), die beispielsweise zur Energieversorgung, Isolation von Gebäuden und sonstigen Reparaturen dienen. Das aus mindestens sechs Fahrzeugen bestehende Projekt Tolocar (nach „toloka“, gegenseitige Hilfe) wurde unter anderem durch GIZ und HIWW finanziert.
Im Dezember 2023 schloss Cadus eine Kooperationsvereinbarung mit der Karasin-Universität Charkiw.

### Gaza-Hilfe
Als erstes deutsches Emergency Medical Team (EMT) leistet CADUS in Gaza medizinische Hilfe zusammen mit der Weltgesundheitsorganisation (WHO). Insgesamt besteht das Team aus acht Personen und wird für drei Monate in Gaza Hilfe leisten.
Nach Angaben von Mitarbeitenden sollen israelische Militärfahrzeuge am 4. März 2025 Schüsse in Richtung eines Konvois von Cadus- und UN-Fahrzeugen abgegeben haben, nachdem diese eine „militärische Pufferzone“ passierten. Die israelischen Streitkräfte bestritten die Abgabe von Schüssen bei dem Zwischenfall.

### Solidarisches Prepping
Unter dem Schlagwort „Solidarisches Preppen“ wirbt die Hilfsorganisation auch in Deutschland für nicht-individualisierte, gemeinschaftliche Ansätze der Krisen- und Katastrophenvorsorge. Im Juni 2025 richtete Cadus einen entsprechenden Kongress an der Technischen Universität Berlin aus, an der unter anderem THW-Ehrenpräsident Albrecht Broemme teilnahm.

## Kritik
Während des humanitären Einsatzes in Qamischli im Norden Syriens (2018) wurde der deutsche Cadus-Mitarbeiter Martin Lautwein und sein australischer Kollege entführt und im Gefängnis Far' Falastine des syrischen Geheimdiensts gefangen gehalten und gefoltert. Beide kamen nach 48 Tage Haft und Folter  durch diplomatische Bemühungen der Tschechischen Republik frei. 2020 erstattete Lautwein Anzeige gegen Verantwortliche des syrischen Regimes. 2023 verklagte Lautwein auch Cadus und warf der Organisation eine Verletzung der Fürsorgepflicht vor. Er sei durch die Organisation nicht ausreichend auf seinen zweiten Einsatz vorbereitet gewesen und es wäre ihm kein Visum der syrischen Regierung organisiert worden. Auch nach seiner Freilassung sei ihm durch Cadus keine medizinische oder psychologische Hilfe angeboten worden. Cadus wies die von Martin Lautwein vorgebrachten Vorwürfe zurück.

### Medienberichte
- Bericht über Cadus auf 3sat (6:22 Minuten)
- Mossuls Befreiung vom IS-Regime – Unterwegs mit einer Hilfsorganisation I Y-Kollektiv Dokumentation auf YouTube
- Interview im Podcast Logbuch Netzpolitik